# فريدي ماير
فريدي ماير (بالإنجليزية: Freddy Meyer)‏ هو لاعب هوكي جليد أمريكي، ولد في 4 يناير 1981 في Sanbornville, New Hampshire ‏ في الولايات المتحدة.

## وصلات خارجية
- فريدي ماير على موقع دوري الهوكي الوطني (الإنجليزية)
- فريدي ماير على موقع قاعة مشاهير الهوكي (لاعب أن.إتش.أل) (الإنجليزية)
- فريدي ماير على موقع EliteProspects.com (الإنجليزية)
- فريدي ماير على موقع HockeyDB.com (الإنجليزية)
- فريدي ماير على موقع Hockey-Reference.com (الإنجليزية)